# Біатлон на зимових Олімпійських іграх 1998
Результати змагань з біатлону зимових Олімпійських ігор 1998 року в Нагано.

## Медальний залік

### Таблиця
| Місце | Країна          | Золото | Срібло | Бронза | Загалом |
| ----- | --------------- | ------ | ------ | ------ | ------- |
| 1     | Норвегія (NOR)  | 2      | 2      | 1      | 5       |
| 2     | Німеччина (GER) | 2      | 1      | 2      | 5       |
| 3     | Росія (RUS)     | 1      | 1      | 1      | 3       |
| 4     | Болгарія (BUL)  | 1      | 0      | 0      | 1       |
| 5     | Італія (ITA)    | 0      | 1      | 0      | 1       |
| 5     | Україна (UKR)   | 0      | 1      | 0      | 1       |
| 7     | Білорусь (BLR)  | 0      | 0      | 0      | 1       |
| 7     | Фінляндія (FIN) | 0      | 0      | 0      | 1       |
| Усого | Усого           | 6      | 6      | 6      | 18      |

### Чоловіки
| Гонка:                    | Золото:                                                        | Час       | Срібло:                                                                         | Час       | Бронза:                                                                    | Час       |
| Індивідуальна гонка 20 км | Галвар Ганеволл · Норвегія                                     | 56:16.4   | П'єральберто Каррара · Італія                                                   | 56:21.9   | Олексій Айдаров · Білорусь                                                 | 56:46.5   |
| Спринт 10 км              | Уле-Ейнар Б'єрндален · Норвегія                                | 27:16.2   | Фруде Андресен · Норвегія                                                       | 56:21.9   | Вілле Ряйконен · Фінляндія                                                 | 28:21.7   |
| Естафета                  | Німеччина (GER) Рікко Гросс Петер Зендель Свен Фішер Франк Люк | 1:21:36.2 | Норвегія (NOR) Егіль Єлланн Галвар Ганеволл Даг Б'єрндален Уле-Ейнар Б'єрндален | 1:21:56.3 | Росія (RUS) Павло Муслімов Володимир Драчов Сергій Тарасов Віктор Майгуров | 1:22:19.3 |

### Жінки
| Гонка:                    | Золото:                                                            | Час       | Срібло:                                                                 | Час       | Бронза:                                                                                   | Час       |
| Індивідуальна гонка 15 км | Катерина Дафовська · Болгарія                                      | 54:52.0   | Олена Петрова · Україна                                                 | 55:09.8   | Уші Дізль · Німеччина                                                                     | 55:17.9   |
| Спринт 7,5 км             | Галина Куклева · Росія                                             | 23:08.0   | Уші Дізль · Німеччина                                                   | 23:08.7   | Катрін Апель · Німеччина                                                                  | 23:32.4   |
| Естафета                  | Німеччина (GER) Уші Дізль Мартіна Целльнер Катрін Апель Петра Беле | 1:40:13.6 | Росія (RUS) Ольга Мельник Галина Куклева Альбіна Ахатова Ольга Ромасько | 1:40:25.2 | Норвегія (NOR) Анн Елен Шельбрей Аннетта Сіквелан Гун Маргіт Андреасен Лів Ґрете Шельбрей | 1:40:37.3 |